# Pierre Andurand
Pierre Andurand (febbraio 1977) è un imprenditore francese.
I suoi fondi gestiscono circa 2 miliardi di dollari di asset e dal 2008 hanno prodotto rendimenti cumulativi per gli investitori compresi tra il 900 e il 1.300%. È anche l'azionista di maggioranza della lega internazionale di kickboxing Glory.

## Primi anni di vita e istruzione
Andurand è nato nella città francese di Aix-en-Provence. All'età di otto anni si è trasferito con la famiglia sull'isola francese di Riunione, al largo della costa africana. Vi ha trascorso sei anni prima di tornare ad Aix-en-Provence. All'età di diciassette anni si è trasferito a Tolosa per frequentare l'Institut National des Sciences Appliquées, dove ha conseguito il Master in Matematica Applicata, prima di trasferirsi all'HEC Paris, dove ha conseguito un Master in Finanza Internazionale.
Ha inoltre conseguito un Master in Informatica presso la Columbia University, un Master in Fisica Matematica e Teorica presso l'Università di Oxford e un Master in Astrofisica presso la Queen Mary University di Londra.
Appassionato nuotatore in gioventù, Andurand ha fatto parte della squadra nazionale juniores di nuoto francese nel 1993 e nel 1994.

## Carriera
Dopo la laurea, Andurand fu assunto da Goldman Sachs come trader di petrolio per la sua unità di trading di materie prime a Singapore. Dopo Goldman Sachs, entrò a far parte di Bank of America Singapore come Principal nel trading di petrolio. Successivamente entrò in Vitol a Singapore come responsabile del trading. Andurand si trasferì a Londra nel 2004 e ne divenne socio. Si diceva che fosse uno dei trader di maggior successo dell'azienda, guadagnandosi un bonus di 20 milioni di dollari al termine di un anno di trading particolarmente positivo.

### Bluegold Capital
Nell'ottobre 2007, Andurand ha co-fondato il gruppo di investimento hedge fund BlueGold, di cui è stato azionista di maggioranza e Chief Investment Officer. Il BlueGold Global Fund è stato poi lanciato nel febbraio 2008 con un patrimonio in gestione di 300 milioni di dollari. Nel giugno di quell'anno, i suoi rendimenti sono stati descritti dal New York Post come di proporzioni "sbalorditive" e "mostruose". Il picco di patrimonio in gestione ha raggiunto i 2,4 miliardi di dollari. La performance è stata del 210% nel 2008, del 55% nel 2009, del 13% nel 2010 e del -34% nel 2011. BlueGold è stata chiusa nell'aprile 2012, restituendo quasi il 99% del patrimonio in gestione nel giro di un mese, dopo che i fondatori hanno deciso di separarsi.

### Andurand Capital
Nel febbraio 2013, Pierre Andurand ha lanciato un nuovo hedge fund: Andurand Capital, che si proponeva di investire principalmente in energia e materie prime, tra cui petrolio e metalli. Nel 2013, l'Andurand Commodities Fund ha chiuso l'anno come uno dei fondi hedge sulle materie prime con le migliori performance, con un rendimento del 25%. Nel 2014, il fondo ha generato un rendimento del 38% al netto di tutte le commissioni, prevedendo un forte calo dei prezzi del greggio. Nel 2016, Andurand aveva adottato una posizione rialzista sul petrolio, in un mercato ribassista che aveva visto il petrolio toccare il minimo degli ultimi 12 anni a 30 dollari al barile. Quell'anno ha ottenuto un rendimento del 22%. A giugno 2022, la società gestiva un patrimonio di 2 miliardi di dollari, suddiviso in diversi fondi. Il fondo più grande, l'Andurand Commodities Discretionary Enhanced Fund, ha registrato un rendimento del 162% a giugno 2022, dopo aver registrato un rendimento dell'8,7% nel 2021; Nello stesso periodo, l'Andurand Commodities Fund, dal valore di 750 milioni di dollari, è cresciuto del 41%.

### Pandemia di Covid-19 del 2020 e crollo del prezzo mondiale del petrolio
In un'intervista al Financial Times, Andurand ha affermato che il Covid-19 era diventato la sua area di interesse principale dall'inizio del 2020, quando ha trascorso due settimane a studiare la diffusione precoce della malattia. Andurand ha affermato che gli era chiaro fin da febbraio che il virus si sarebbe diffuso nel resto del mondo, che era contagioso e che il potenziale numero di vittime avrebbe reso inevitabili i lockdown. Ha posizionato i suoi fondi in modo da scommettere contro il prezzo del petrolio, nella convinzione che l'energia sarebbe stato uno dei settori più colpiti. A metà del 2021, Andurand ha nuovamente puntato sul petrolio, in un contesto di ripresa della domanda e di rallentamento della crescita dell'offerta. Il suo Andurand Commodities Discretionary Enhanced Fund ha chiuso il 2021 con guadagni annuali dell'87%, dopo i guadagni del 154% del 2020. Lo stesso fondo ha registrato un rialzo del 112% da inizio anno ad aprile 2022. Il suo precedente Andurand Commodities Fund ha chiuso il 2021 in rialzo del 36%.

### Andurand Climate and Energy Fund
A luglio 2021, Andurand ha lanciato un fondo ambientale, in linea con l'attenzione dell'azienda alla transizione energetica verso l'energia verde. Il Fondo Andurand per la Transizione Climatica ed Energetica aveva registrato un rendimento del 28% a gennaio 2022.

### Glory Kickboxing
Appassionato di arti marziali, Andurand si è dedicato al kickboxing per mantenersi in forma mentre lavorava come trader di petrolio. Ha fondato la Glory World Series dopo che la serie rivale K-1 ha incontrato difficoltà finanziarie e ha rifiutato l'offerta di Andurand di buyout.
Nel settembre 2016, Glory Sports International ha annunciato un round di finanziamento di Serie B con Yao Capital, la società di investimento fondata dalla star del basket cinese Yao Ming, acquisendo una significativa partecipazione strategica nella società; anche Liberty Global ha partecipato al consorzio. Anche gli azionisti esistenti di Glory, tra cui TwinFocus Capital Partners di Boston, hanno partecipato al round di finanziamento.

## Vita privata
Nell'agosto 2011, Andurand sposò Evgenia Slusarenko, da cui divorziò nel 2016. Nel luglio 2019 sposò Elena Sereda.